# Институт системного программирования РАН
Институт системного программирования им. В.П. Иванникова Российской академии наук (ИСП РАН) — научно-исследовательское учреждение, ведущее фундаментальные и прикладные исследования в области информатики. ИСП РАН является подведомственной организацией Министерства науки и высшего образования Российской Федерации и находится под научно-методическим руководством Отделения математических наук Российской академии наук. Полное наименование — Федеральное государственное бюджетное учреждение науки Институт системного программирования имени В. П. Иванникова Российской академии наук.
Основан 25 января 1994 года на базе бывшего Института проблем кибернетики РАН, основатель и первый директор — академик В. П. Иванников, директор с августа 2015 года — академик А. И. Аветисян.
В 2017 году в целях увековечения памяти выдающегося российского ученого в области операционных систем, проектирования ЭВМ, системного программирования, основателя и первого директора ИСП РАН, лауреата Государственной премии СССР, академика РАН Виктора Петровича Иванникова решением Президиума РАН институту присвоено имя  В. П. Иванникова.
По данным на 2023 год, в ИСП РАН трудится более 700 специалистов, в том числе 26 докторов наук и 69 кандидатов наук.
Выполняет фундаментальные исследования в области информатики, прикладные разработки, ведёт подготовку специалистов по системному программированию. Направления фундаментальных научных исследований:
- операционные системы,
- компиляторные технологии,
- параллельные и распределённые вычисления,
- технологии верификации и тестирования программного обеспечения,
- анализ и обработка больших объёмов данных, искусственный интеллект и другие.

На базе института работает аспирантура. Сотрудники института преподают на кафедрах системного программирования в университетах: ВМК МГУ, Физтех-школе прикладной математики и информатики (ФРКТ и ФПМИ) МФТИ и Факультета компьютерных наук ВШЭ. Есть также учёный совет и диссертационный совет.
Основные ежегодные мероприятия — Международная открытая конференция ИСП РАН, научно-практическая конференция OS Day, «Иванниковские чтения». Печатный орган — журнал «Труды ИСП РАН». Редакционное руководство журналом «Программирование».
На базе ИСП РАН организован ряд научно-исследовательских центров: Исследовательский центр доверенного искусственного интеллекта, Технологический центр исследования безопасности ядра Linux, Научный центр мирового уровня (НЦМУ) «Цифровой биодизайн и персонализированное здравоохранение» и другие.
В 2022 году Институт стал технологическим партнером Центра безопасной разработки ПО, целью которого является внедрение инструментов безопасной разработки в российские предприятия, создающие отечественные программные продукты..
С октября 2024 года ИСП РАН находится в списке блокирующих санкций США. При институте под эгидой ФСТЭК (ведомства, подчиняющегося Министерству обороны Российской Федерации) работает центр исследования безопасности ядра операционной системы Linux, а в рамках центра поддерживается локализованное в России ответвление ядра.